# Товариство німецько-радянської дружби
Товариство німецько-радянської дружби (ТНРД) (нім. Gesellschaft für Deutsch-Sowjetische Freundschaft, DSF) — громадська організація в Німецькій Демократичній Республіці, яка ставила своїм завданням поглиблення знань громадян НДР про Радянський Союз. Входила до складу Ліги дружби народів.
Товариство було створено 2 липня 1949 року з Товариства вивчення культури Радянського Союзу (Gesellschaft zum Studium der Kultur der Sowjetunion) і була другою після союзу профспілок за чисельністю масова організація країни. Близько 6 мільйонів чоловік були членами організації.
В Західній Німеччині у вересні 1950 року була утворена аналогічна організація, але вона в 1955 році була заборонена. У Західному Берліні існувала Deutsch-Sowjetische Freundschaftsgesellschaft.

## Діяльність ТНДР у сфері культури

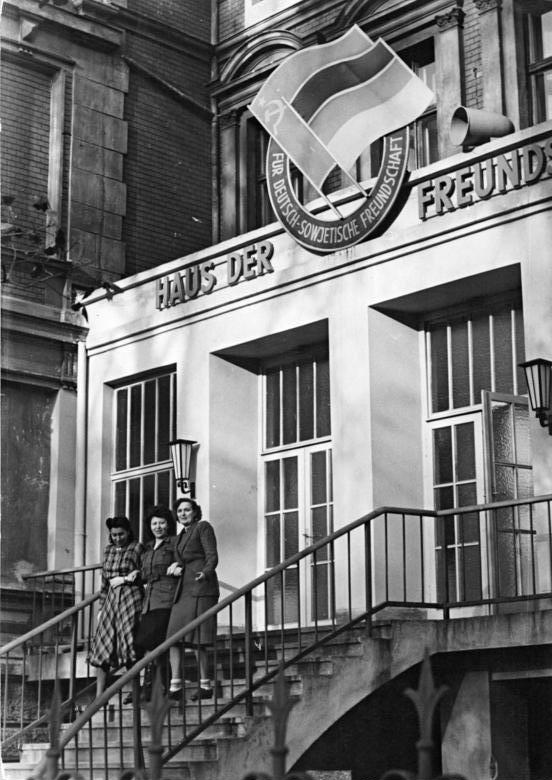
Будинок культури у берлінському Трептові з логотипом Товариства німецько-радянської дружби

Крім політичних аспектів Товариство німецько-радянської дружби взяло на себе організацію численних культурних і спортивних заходів з метою безпосереднього взаємного ознайомлення з культурами двох країн. Зокрема, щорічні тижні німецько-радянської дружби в НДР, мовні курси, потяги дружби.

## Організаційна структура
ТНДР складався з окружних організацій (Bezirksorganisation), окружні з районних асоціацій (Kreisorganisation), районні асоціації з первинних організацій (Grundorganisation).
Вищий орган — конгрес (Kongress), між конгресами — Центральне правління (Zentralvorstand), виконавчі органи — Президія Центрального правління (Präsidium des Zentralvorstandes) і Секретаріат Центрального правління (Sekretariat des Zentralvorstandes), вища посадова особа — президент (Präsident), вищий ревізійний орган — Центральна ревізійна комісія (Zentrale Revisionskommission).
Президенти ТНДР
- 1947-1950: Юрген Кучинський
- 1950-1958: Фрідріх Еберт (молодший)
- 1958-1962: Георг Хандке
- 1963-1968: Йоганнес Дікман
- 1968-1978: Лотар Больц
- 1978-1989: Еріх Мюккенбергер
- 1989-1992: Кирило Пех (голова)